# 塔里木柽柳
塔里木柽柳（学名：Tamarix tarimensis），为柽柳科柽柳属下的一个植物种。